# 傑洛米·韋德
傑洛米·約翰·韋德（英語：Jeremy John Wade，1956年3月23日—），英國電視節目主持人、釣魚書籍作者、淡水探測員及生物學家。憑藉電視節目《河中巨怪》（2009年至2017年）、《傑洛米·韋德大河行》（Mighty Rivers，2018年）和《傑洛米·韋德的黑暗水域》（Dark Waters，2019年）而聞名。他被外界列入成就最高的漁夫，曾周遊世界並捕獲了多種淡水魚和鹹水魚。

## 早年
傑洛米·韋德生於伊普斯威奇沙福郡，在內蘭長大，父親是當地教區牧師。他曾就讀迪恩·克洛斯學校，擁有布里斯托尔大学動物學學位和肯特大学生物科學研究生教學證書。曾在肯特郡擔任中學生物老師。
韋德在出國旅行期間，曾多次感染瘧疾、遭人持槍威脅，並在飛機失事中倖存。他能說流利的葡萄牙語，這是在巴西釣魚的多年期間習得，且還會講法語和西班牙語。

## 職業生涯
韋德年輕時就對釣魚產生了興趣。年幼時期住在沙福郡斯陶爾河的东盎格利亚，開啟了釣魚生涯。他說：「我長大的村莊有一條河流流過，所以我想，就像生在阿爾卑斯山峰下的人成為登山者一樣，自己不可避免地會被它吸引。我第一次嘗試釣魚是在7歲或8歲的時候，但沒有成功，直到後來我得到了學校朋友的一些指導。在我第一次釣魚後就再也回不去了，滿腦子想尋找新的釣魚點，父母很高興我整天待在外頭，這個過程一直持續至今。」
1982年，韋德第一次出國旅行，來到了印度的山區河流。回憶起這段旅程，韋德表示此行非常辛苦：「我只花了200英鎊就夠維持三個月的生活了，但仍成功釣到了一些魚，比如重達18磅的喜馬拉雅馬哈魚。」返回英國後，韋德為一本釣魚雜誌寫了幾篇有關在印度經歷的文章；「雖然如此品質的旅行很不舒服，但有一種真正的成就感，我立即開始存錢去其他地方。當時我不確定去哪裡了，可能也沒像馬哈魚記得那樣詳細，但知道那肯定還有其他外來魚類且更加壯觀。」
2005年，在另一次前往印度喜馬拉雅山脈的旅行中，電視節目《河中巨怪》的概念首次出現。他從當地人那聽說有人在河裡失蹤後，馬上展開調查；「當地人認為肇事者是一條巨大的魚。這有可能成為不僅適合對魚類和釣魚感興趣的人，而適合每個人、一部引人入勝的電視節目。」事實證明，這條魚是古奇鯰魚，韋德在這一集的一場史詩般的爭鬥中釣到了一條161磅重的魚。他多次前往剛果和亞馬遜雨林。在當地漁民的幫助下，韋德周遊世界捕捉各種魚類。韋德於1992年與合著者保羅·布特（Paul Boote）出版了他的第一本書《瘋狂河流中的某處》（Somewhere Down the Crazy River）。韋德之後還撰寫了《河中巨怪》的同名書籍，詳細描述了他在世界各地的捕魚經歷和旅行。
韋德還當過演員；首次演藝生涯是在1986年寶萊塢電影《真主拉卡》中擔任群眾演員。2014年在美國電影《食人鰻》中飾演一名八目鰻專家；他此前曾在《河中巨怪》的〈深海吸血鬼〉（Vampires of the Deep）一集中介紹過此生物。
2016年，韋德和自己的攝製組在澳大利亞附近的一座偏遠島嶼上拍片時，偶然發現了一名因挖牡蠣時失去船隻而被困在島上的男子——特里梅因（Tremaine）；在韋德及其船員找到之前，特里梅因已在島上滯留了兩天。
《河中巨怪》於2017年完結；隔年，韋德受邀主持動物星球紀錄劇集《傑洛米·韋德大河行》（Mighty Rivers），在節目中調查了淡水巨獸從世界上最具代表的河流中消失的情況。2019年，繼續為動物星球拍攝紀錄劇集《傑洛米·韋德的黑暗水域》（Dark Waters），節目探索了世界各地無法解釋的神秘野獸的目擊事件。
2020年起，韋德拍攝新節目《傑洛米·韋德深海探秘》（Mysteries of the Deep），探索從尼斯湖水怪到百慕達三角的水下奧秘。

## 著作
- Boote, P; Wade, J. . Coronet. 1994. ISBN 9780340603215.
- Wade, Jeremy. . Da Capo Press. 2011. ISBN 9780306819544.
- Wade, Jeremy. . Da Capo Press. 2019. ISBN 978-0306845314.

## 外部連結
- 傑洛米·韋德在互联网电影资料库（IMDb）上的資料（英文）